# Erica inclusa
Erica inclusa är en ljungväxtart som beskrevs av Wendl. f. och George Bentham. Erica inclusa ingår i släktet klockljungssläktet, och familjen ljungväxter. Inga underarter finns listade i Catalogue of Life.